# Ванговые
Ванговые (лат. Vangidae) — семейство птиц из отряда воробьинообразных. 

## Описание
Включает мелких или средних птиц (длина тела от 12 до 30 см), в оперении которых контрастно сочетаются чёрный, синий, белый, бурый или серый цвета. Клюв крепкий, крюкообразный. Крылья короткие или длинные, закруглённые, хвост длинный. Населяют леса и кустарники, питаются насекомыми и прочими мелкими животными (вплоть до мелких ящериц и лягушек), которых они ловят среди ветвей. Гнёзда вьют на деревьях, откладывают 3—4 яйца белого или зелёного цвета с бурыми пятнышками.
Ванговые распространены на Мадагаскаре, в континентальной Африке, в Южной и Юго-Восточной Азии.

## Классификация
На июнь 2023 года в семейство включают 21 род (многие из которых монотипические) и 40 видов:
- Род Artamella W. L. Sclater, 1924
  - Artamella viridis (Statius Müller, 1776) — Белоголовая расписная ванга
- Род Bias R. Lesson, 1831 — Певчие мухоловки
  - Bias musicus (Vieillot, 1818) — Певчая мухоловка
- Род Calicalicus Bonaparte, 1854 — Краснохвостые ванги
  - Calicalicus madagascariensis (Linnaeus, 1766) — Краснохвостая ванга
  - Calicalicus rufocarpalis Goodman, Hawkins & Domergue, 1997
- Род Cyanolanius Bonaparte, 1854
  - Cyanolanius comorensis (Shelley, 1894)
  - Cyanolanius madagascarinus (Linnaeus, 1766) — Синяя расписная ванга, или голубая расписная ванга
- Род Euryceros R. Lesson, 1831 — Шлемоносные ванги, или толстоклювые ванги
  - Euryceros prevostii R. Lesson, 1831 — Шлемоносная ванга, или толстоклювая ванги
- Род Falculea I. Geoffroy, 1836 — Серпоклювые ванги
  - Falculea palliata I. Geoffroy, 1836 — Серпоклювая ванга
- Род Hemipus Hodgson, 1844 — Мухоловковые личинкоеды[3]
  - Hemipus hirundinaceus (Temminck, 1822) — Чернокрылый мухоловковый личинкоед[3]
  - Hemipus picatus (Sykes, 1832) — Буроспинный мухоловковый личинкоед[3]
- Род Hypositta A. Newton, 1881 — Красноклювые ванги
  - Hypositta corallirostris (A. Newton, 1863) — Красноклювая ванга
- Род Leptopterus Bonaparte, 1854 — Расписные ванги[1]
  - Leptopterus chabert (Statius Müller, 1776) — Сорочья расписная ванга[1]
- Род Megabyas J. Verreaux & E. Verreaux, 1855 — Сорокопутовидные мухоловки[4]
  - Megabyas flammulatus J. Verreaux & E. Verreaux, 1855 — Сорокопутовидная мухоловка[4]
- Род Mystacornis Sharpe, 1870 — Мистакорнисы[5]
  - Mystacornis crossleyi (A. Grandidier, 1870) — Мистакорнис[5]
- Род Newtonia Schlegel, 1867 — Ньютонии[6]
  - Newtonia amphichroa Reichenow, 1891 — Тёмная ньютония[6]
  - Newtonia archboldi Delacour & Berlioz, 1931 — Буролобая ньютония[6]
  - Newtonia brunneicauda (A. Newton, 1863) — Рыжебрюхая ньютония[6]
  - Newtonia fanovanae Gyldenstolpe, 1933 — Фанованская ньютония[6]
- Род Oriolia I. Geoffroy, 1838 — Чёрные ванги[1]
  - Oriolia bernieri I. Geoffroy, 1838 — Чёрная ванга[1]
- Род Philentoma Eyton, 1845
  - Philentoma pyrhoptera (Temminck, 1836) — Каштановокрылый монарх[7]
  - Philentoma velata (Temminck, 1825) — Каштановогрудый монарх[7]
- Род Prionops Vieillot, 1816 — Очковые сорокопуты[8]
  - Prionops alberti Schouteden, 1933 — Желтоголовый очковый сорокопут, или желтоголовый сорокопут[8]
  - Prionops caniceps (Bonaparte, 1850) — Рыжебрюхий очковый сорокопут
  - Prionops gabela Rand, 1957 — Красноклювый очковый сорокопут[8]
  - Prionops plumatus (Shaw, 1809) — Длиннохохлый очковый сорокопут
  - Prionops poliolophus G. A. Fischer & Reichenow, 1884 — Серохохлый очковый сорокопут[8]
  - Prionops retzii Wahlberg, 1856 — Трёхцветный очковый сорокопут[8]
  - Prionops rufiventris (Bonaparte, 1853)
  - Prionops scopifrons (W. Peters, 1854) — Краснолобый очковый сорокопут[8]
- Род Pseudobias Sharpe, 1870 — Мухоловки Варда[9]
  - Pseudobias wardi Sharpe, 1870 — Мухоловка Варда[9]
- Род Schetba R. Lesson,  1831 — Рыжие ванги[1]
  - Schetba rufa (Linnaeus, 1766) — Рыжая ванга[1]
- Род Tephrodornis Swainson, 1832 — Древесные личинкоеды[10]
  - Tephrodornis affinis Blyth, 1847
  - Tephrodornis pondicerianus (J. F. Gmelin, 1789) — Бурохвостый древесный личинкоед[10]
  - Tephrodornis sylvicola Jerdon, 1839 — Белобровый древесный личинкоед[10]
  - Tephrodornis virgatus (Temminck, 1824)
- Род Tylas Hartlaub, 1862 — Бюльбюлевые ванги[1]
  - Tylas eduardi Hartlaub, 1862 — Бюльбюлевая ванга[1]
- Род Vanga Vieillot, 1816 — Крючкоклювые ванги
  - Vanga curvirostris (Linnaeus, 1766) — Крючкоклювая ванга
- Род Xenopirostris Bonaparte, 1850 — Узкоклювые ванги
  - Xenopirostris damii Schlegel, 1865 — Белолобая узкоклювая ванга
  - Xenopirostris polleni (Schlegel, 1868) — Серая узкоклювая ванга, или ванга Поллена
  - Xenopirostris xenopirostris (Lafresnaye, 1850) — Обыкновенная узкоклювая ванга, или пустынная узкоклювая ванга